# 九龙路 (合肥)
九龙路，安徽省合肥市的一条东北-西南走向的道路，得名自黄山风景区三十六大峰之一的九龙峰、黄山三瀑之一的九龙瀑。道路起于繁华大道，正接芙蓉路，沿合九铁路东侧布置，止于方兴大道正接江淮运河北岸的望水路。沿路有合肥一六八中学玫瑰园学校西校区、安徽大学磬苑校区、合肥信息技术职业学院等。